# Italia en Común
Italia en Común (en italiano: Italia in Comune, IiC) es un partido político verde y progresista en Italia. Fue fundado en abril de 2018 principalmente por escindidos del Movimiento 5 Estrellas. Su secretario general es Alessio Pascucci.

## Historia
En octubre de 2016, Federico Pizzarotti, alcalde de Parma, abandonó el Movimiento 5 Estrellas (M5S), por contrastes con el fundador del movimiento Beppe Grillo y luego de haber sido suspendido el pasado mes de mayo. En las elecciones locales de 2012, Pizzarotti fue el primer miembro del M5S en ganar en una gran ciudad, con el 60,2% de los votos en la segunda vuelta (frente al 19,5% en la primera vuelta).
En las elecciones locales de 2017, Pizzarotti fue reelegido alcalde sin el apoyo del M5S, con un 58,9% en la segunda vuelta.
En abril de 2018, Pizzarotti lanzó Italia en Común (IiC), que tenía como objetivo convertirse en el recolector de "listas cívicas" locales, así como de exmiembros descontentos del M5S. El partido fue cofundado por Alessio Pascucci, un independiente de izquierda que había sido elegido alcalde de Cerveteri, Lacio en 2012 y 2017, apoyado por listas cívicas y la Federación de los Verdes (FdV).
En octubre de 2018, Serse Soverini, diputado elegido en las elecciones generales de 2018 como representante del Área Cívica, un partido progresista minoritario cercano a Romano Prodi, se unió al IiC y pronto se convirtió en el coordinador regional del partido en Emilia-Romaña, la región de Parma y, en consecuencia, en la base de poder de IiC. Casi un año después, en septiembre de 2019, después de que Matteo Renzi se fuera para formar Italia Viva, Soverini también dejaría IiC y se uniría al Partido Democrático.
El partido se involucró en la coalición de centroizquierda y, en los primeros meses de 2019, obtuvo resultados prometedores en las elecciones regionales de los Abruzos (3,9% de los votos y un consejero regional) y Cerdeña (2,5%). En febrero, Alternativa Libre, otro partido formado por escindidos de M5S, anunció que se fusionaría con IiC.
En el período previo a las elecciones al Parlamento Europeo de 2019, IiC formó una alianza con FdV, Green Italia y grupos verdes menores, lo que resultaría en una lista verde conjunta. Sin embargo, poco después de que el partido cambió de alianza, dejó a la FdV y unió fuerzas con Más Europa (+Eu), un partido liberal, luego se sumó el Partido Socialista Italiano (PSI).

## Resultados electorales

### Parlamento Europeo
| Parlamento Europeo |               |      |         |     |                     |
| Año electoral      | Votos         | %    | Escaños | +/− | Líder               |
| 2019               | 833.443 (6.º) | 3,11 | 0/76    | –   | Federico Pizzarotti |

1. ↑  En una lista conjunta con Más Europa y el Partido Socialista Italiano.

### Consejos Regionales
| Región        | Año electoral | Votos             | %    | Escaños | +/– |
| ------------- | ------------- | ----------------- | ---- | ------- | --- |
| Piamonte      | 2019          | 11.183 (14.º)     | 0.58 | 0/51    | –   |
| Véneto        | 2020          | TBA               | TBA  | 0/51    | –   |
| Emilia-Romaña | 2020          | Dentro de BP      | –    | 0/50    | –   |
| Toscana       | 2020          | Dentro de Svolta! | –    | 0/41    | –   |
| Marcas        | 2020          | Dentro de MC      | –    | 0/31    | –   |
| Abruzos       | 2019          | 23.168 (7.º)      | 3,86 | 1/31    | 1   |
| Campania      | 2020          | Dentro de D–PA    | –    | 0/51    | –   |
| Apulia        | 2020          | TBA               | TBA  | 0/51    | –   |
| Cerdeña       | 2019          | 17.480 (15.º)     | 2,47 | 1/60    | 1   |

## Liderazgo
- Presidente: Federico Pizzarotti (2018–presente)[22]
- Coordinador: Alessio Pascucci (2018–presente)